# Luyten b
Luyten b (téže známa jako Gliese 273b) je potvrzená, s nejvyšší pravděpodobností kamenná exoplaneta, která obíhá v obyvatelné zóně okolo Luytenovy hvězdy v souhvězdí Malého psa. Zároveň se jedná o čtvrtou nejbližší exoplanetu, která se nachází v obyvatelné zóně. Od Země se nachází 12 světelných let a blíže jsou již pouze planety Proxima Centaury b, Ross 128 b a GJ 1061 d. Byla objevena v červnu 2017 společně se svojí sesterskou planetou Gliese 273c za pomocí technologie HARPS. Bylo potvrzeno, že poloměr Luytenu b je 2,89krát větší než planeta Země, a proto je řazena mezi tzv. superzemě. Zároveň na ni od své mateřské hvězdy dopadá pouze o 6 % více záření, než kolik dopadá na naši domovskou planetu, což z ní činí jednoho z nejslibnějších kandidátů pro planetární habitabilitu.

## Fyzikální charakteristiky

### Hmotnost a velikost
Luyten b patří mezi superzemě, tj. mezi exoplanety, jejichž hmotnost, nebo poloměr jsou větší než zemské, ale menší než hmotnost, nebo poloměr Uranu a Neptunu. Podle analýzy radiální rychlosti a následnému vychýlení polohy zkoumané hvězdy se předpokládá, že minimální hmotnost Luytenu b musí alespoň 2,89 {\displaystyle M_{\oplus }} (tj. 2,89 násobek hmotnosti Země), čili tato exoplaneta se nachází na nižší hranici všech superzemí. Protože Lyuten b nebyla nalezena pomocí tzv. tranzitní metody, není možné blíže přesněji určit hmotnost a poloměr planety, avšak díky její malé hmotnosti lze soudit, že se jedná o kamennou planetu s poloměrem1,51 {\displaystyle R_{\oplus }}.
Okolo Luytenovy hvězdy obíhají celkem čtyři planety, přičemž studie z roku 2020 ukázala, že pro to, aby tento planetární systém byl stabilní, musí být jejich hmotnosti blízké jejich minimálním hmotnostem a skutečné hmotnosti jsou tedy blízké těm minimálním. Tyto odhady tedy ohraničují maximální hmotnost Luytenu b na 3,03 {\displaystyle M_{\oplus }}.

### Teplota a atmosféra
Na Luyten b dopadá pouze o 6 % více záření z její mateřské hvězdy, než kolik záření dopadá na Zemi ze Slunce. Dále se předpokládá, že planeta odráží až 30 % veškerého dopadajícího záření, čili její rovnovážná teplota činí 259 K (–14,15 °C). Pro porovnání, rovnovážná teplota Země činí 255 K, z čehož lze dále usuzovat, že pokud má Luyten b atmosféru, pak by průměrná povrchová teplota dosahovala 292 K (19 °C), což je teplota velice blízká Zemi, kde je rovna 13,8 °C.

### Orbita a rotace
Luyten b obíhá okolo své mateřské hvězdy poměrně blízko – jeden celý oběh okolo mateřské hvězdy trvá pouhého 18,6 zemského dne a průměrně se od hvězdy nachází ve vzdálenosti 0,091 AU. Pro porovnání, Merkur obíhá okolo slunce 88 dní v průměrné vzdálenosti od slunce 0,387 AU. Avšak mateřská hvězda (červený trpaslík) má oproti Slunci velice nízkou intenzitu záření, a proto se obyvatelná zóna tohoto planetárního systému nachází takto blízko mateřské hvězdy. Luyten b má mírnou excentricitu o hodnotě 0,10 {\displaystyle \pm } 0,08.

### Mateřská hvězda
Luytenova hvězda je středně velký červený trpaslík z hlavní posloupnosti. Dosahuje pouze 29,3 % poloměru Slunce, 29 % jeho hmotnosti a pouhého 0,88 % jeho svítivosti. Efektivní teplota této hvězdy činí 3 382 K. Podobně jako většina ostatních červených trpaslíků (jako například Proxima Centauri), tak i Luytenova hvězda je charakteristická velice dlouhou dobou rotace okolo vlastní osy, která činí více než 180 dní.